# جرمی زوکر
جرمی زوکر (انگلیسی: Jeremy Zucker؛ زادهٔ ۳ مارس ۱۹۹۶) خواننده، و خواننده-ترانه‌پرداز است. وی به خاطر ترانه‌های «همه بچه‌ها افسردن» و «پیشم بیا» مشهور است که دومی بیش از سیصد میلیون بار در اسپاتیفای گوش داده شده‌است.